# Bandini 1100 (1946)
La Bandini 1100 è un'autovettura prodotta nel 1946 dalla ditta Bandini Automobili di Forlì. La prima auto a portare lo stemma Bandini.
Durante la seconda guerra mondiale, Ilario Bandini smontò e tagliò una sua Fiat 1100 per nascondarla alle requisizioni tedesche. Nel 1946 rimontando la vettura disassemblata, ebbe l'occasione per esprimere le sue capacità di elaboratore e per sperimentare nuove soluzioni telaistiche.

## Il telaio

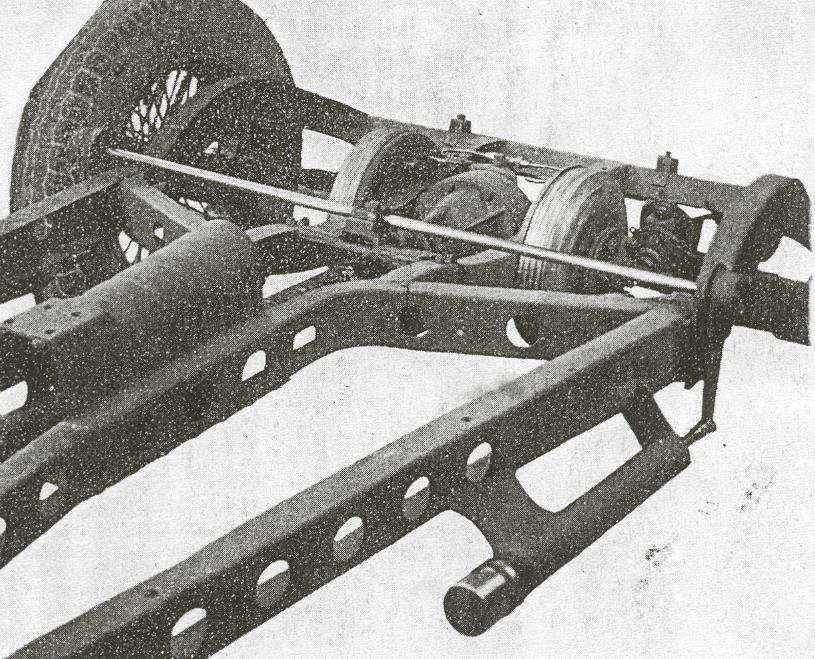
Sospensione posteriore

Il telaio Fiat in longheroni d'acciaio, viene modificato soprattutto nelle sospensioni a ruote indipendenti con barra antirollio all'avantreno. Al retrotreno, i freni idraulici a tamburo sono posti accanto al differenziale fissato al telaio; per le sospensioni sono utilizzati elementi elastici derivati da una moto Gilera, ammortizzatori a frizione e un sistema d'articolazione derivato da un dispositivo per chiudere le porte di un bar.

## La carrozzeria

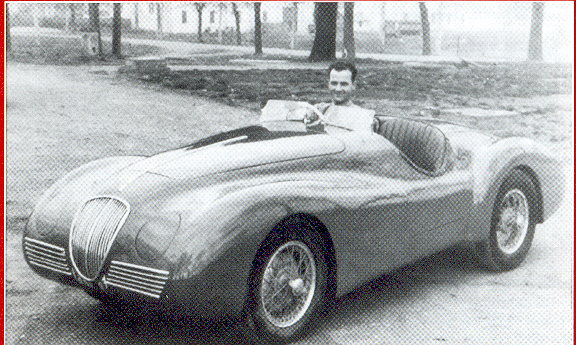
Ilario Bandini sulla sua prima auto

La carrozzeria in alluminio, viene eseguita dal piemontese Rocco Motto. È una carrozzeria monolitica biposto (barchetta) con una linea elegante, sinuosa e sportiva al tempo stesso. La grande calandra centrale a elementi verticali, affiancata da grandi gruppi ottici, snelliscono l'ampio frontale  e definiscono le linee che si abbassano fino alle ruote posteriori interessando anche gli sportelli. Al posto del parabrezza sono scelti due "vetrini", i passaruota posteriori sono particolarmente pronunciati, mentre la parte posteriore è bassa e rastremata. Le ruote sono a raggi Borrani.

## Il motore
Il motore è l'originario Fiat 1100  sul quale Ilario Bandini esprime le sue prime elaborazioni.
- Motore: anteriore longitudinale, 4 cilindri in linea aste e bilancieri
- Cilindrata: 1089 c.c.
- Alesaggio e corsa: 68 mm × 75 mm
- Potenza massima: n. d.